# Troian Bellisario

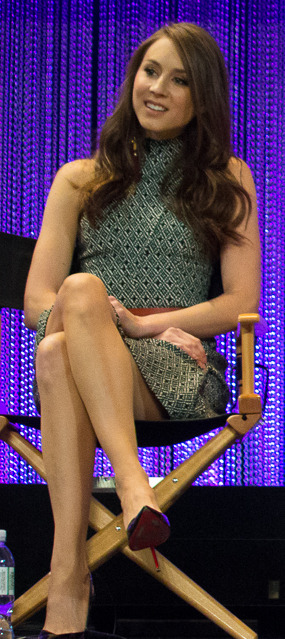
Troian Bellisario (2014)

Troian Avery Bellisario (ur. 28 października 1985 w Los Angeles) – amerykańska aktorka.

## Życiorys
Bellisario zadebiutowała w 1988 roku w filmie Last Rites w wieku 3 lat. Od 1990 do 2007 roku wystąpiła gościnnie w serialach telewizyjnych wyprodukowanych przez jej ojca Donalda Bellisario: Zagubiony w czasie, Tequila i Bonetti, JAG – Wojskowe Biuro Śledcze, First Monday i Agenci NCIS. W 1998 wystąpiła z Mary-Kate i Ashley Olsen w filmie Mary-Kate i Ashley: Randka z billboardu. Od 2006 Bellisario wystąpiła w kilku niezależnych filmach krótkometrażowych: Unspoken, Archer House i Intersect. W listopadzie 2009 została obsadzona w roli Spencer Hastings w serialu Słodkie kłamstewka, opartym na serii książek pod tym samym tytułem autorstwa Sary Shepard.

## Życie prywatne
Bellisario urodziła się w Los Angeles. Jest córką producenta telewizyjnego Donalda Bellisario i aktorki Deborah Pratt. Jest przybraną siostrą Michaela Bellisario, aktora Seana Murraya i producenta oraz aktora Chada Murray.

## Filmografia
Filmy
- 1988: Last Rites – córka Nuza
- 1998: Mary-Kate i Ashley: Randka z billboardu – Kristen
- 2006: Unspoken – Jani
- 2007: Archer House – Tatum
- 2009: Before the Cabin Burned Down – Meg
- 2009: Intersect – Victoria
- 2010: Peep World – P.A.
- 2010: Consent – Amanda
- 2012: Exiles – Juliet
- 2012: Joyful Girl – Belle
- 2017: Feed – Olivia
- 2018: Clara – Clara

- 2019: Gdzie jesteś Bernadette? - Becky

Seriale
- 1990: Zagubiony w czasie – Teresa
- 1992: Tequila i Bonetti – Teresa Garcia
- 1998: JAG – Wojskowe Biuro Śledcze – Erin Terry
- 2002: First Monday – Kimberly Baron
- 2005–2006: Agenci NCIS – Sarah McGee
- 2010-2017: Pretty Little Liars – Spencer Hastings

## Nagrody
| Rok  | Nagroda            | Kategoria                     | Film               | Wynik     |
| ---- | ------------------ | ----------------------------- | ------------------ | --------- |
| 2011 | Teen Choice Awards | Choice Summer TV Star: Female | Słodkie kłamstewka | nominacja |
| 2012 | Teen Choice Awards | Choice Summer TV Star: Female | Słodkie kłamstewka | zwycięzca |